# Demetrio di Russia
Dmitrij Ivanovič (in russo Дми́трий Ива́нович?, detto Donskoj, ovvero Dmitrij del Don in russo Дмитрий Донской?; Mosca, 12 ottobre 1350 – Mosca, 19 maggio 1389) fu Principe di Mosca dal 1359 e Granduca di Vladimir dal 1363 al 1389. È venerato come santo dalla Chiesa ortodossa russa, che lo commemora il 19 maggio.

## Biografia
Nel 1366 sposò Eudocia di Mosca, figlia di Dmitrij Konstantinovič, Principe di Sudzal' e di Novgorod, saldando con questo matrimonio un'alleanza tra questo principato e quello di Mosca.
I trent'anni di regno di Dmitrij videro grandi cambiamenti nel principato di Mosca, tra cui anche l'inizio della fine della dominazione mongola.
L'Orda d'oro in quegli anni era travagliata da una grave guerra civile legata alla successione. Dmitrij trasse vantaggio da questa diminuzione del potere dei mongoli per incrementare l'influenza del principato di Mosca. Nel corso del suo regno la Moscovia raddoppiò la propria superficie.
Mentre, da un lato, continuava a raccogliere i tributi dovuti dagli altri principati russi all'Orda, Dmitrij ottenne la prima vittoria militare sui mongoli.
Mamaj, un generale mongolo con aspirazioni al titolo di khan, decise di punire Dmitrij per i suoi tentativi di aumentare il suo potere. Nel 1378 inviò un piccolo contingente militare, ma questo venne sconfitto dall'esercito di Dmitrij. Due anni più tardi Mamaj guidò personalmente un grosso esercito contro Mosca, ma venne battuto nella battaglia di Kulikovo. L'anno seguente Mamaj venne sconfitto da Tochamyš, altro pretendente al trono (a sua volta ucciso da Edigu).
Il nuovo khan rinsaldò il controllo dei mongoli sulla Russia e saccheggiò Mosca per punire Dmitrij per la sua resistenza a Mamaj. Dmitrij si impegnò nuovamente ad essere fedele a Tochamyš ed all'Orda e riuscì a riottenere il ruolo di collettore delle tasse e a guadagnarsi il titolo di principe di Vladimir.
Alla sua morte, nel 1389, Dmitrij fu il primo dei Gran Principe di Mosca a poter lasciare il titolo direttamente ai propri figli senza il bisogno della conferma da parte dell'Orda.

## Discendenza
Da Eudocia Dmitrij ebbe 12 figli:
- Danil Dmitrijevič (c. 1370 – 15 settembre 1379).
- Vasilij I Dmitrijevič, che divenne Gran Principe di Mosca.
- Sof'ja Dmitrievna, che sposò Fëdor Olegovič, Principe di Rjazan' (dal 1402 al 1427).
- Jurij Dmitrijevič, duca di Zvenigorod e di Galič, che aspirò al trono di Mosca contro il proprio nipote Basilio II di Russia.
- Marija Dmitrievna († 15 maggio 1399); sposò Lengvenis.
- Anastasija Dmitrievna, che sposò Ivan Vsevolodovič, Principe di Cholm.
- Simon Dmitrijevič († 11 September 1379).
- Ivan Dmitrijevič († 1393).
- Andrej Dmitrijevič, Principe di Možajsk (14 agosto 1382 – 9 luglio 1432).
- Pëtr Dmitrijevič, Principe di Dmitrov (29 luglio 1385 – 10 agosto 1428).
- Anna Dmitrievna (* 8 gennaio 1387), che sposò Yuri Patrikievich, figlio di Patrikei, Principe di Starodub, e della di lui consorte Yelena. Il suo nonno materno era Narimantas. Il matrimonio consolidò il suo ruolo di Boiardo a Mosca.
- Konstantin Dmitrijevič, Principe di Pskov (14/15 maggio 1389 – 1433).